# Le Réquisitoire (film, 1931)
Pour les articles homonymes, voir Le Réquisitoire.
Pour plus de détails, voir Fiche technique et Distribution.
Le Réquisitoire est un film franco-américain réalisé par Dimitri Buchowetzki et sorti en 1931.

## Synopsis
Inconnu.

## Fiche technique
- Titre : Le Réquisitoire
- Titre original : Monstri.
- Réalisation : Dimitri Buchowetzki
- Scénario : Henry Koster, Pierre Scize et Benno Vigny, d'après le roman d'Alice Duer Miller
- Photographie : Harry Stradling Sr.
- Production : Studios Paramount
- Pays de production :  France,  États-Unis
- Durée : 84 minutes
- Date de sortie : France - 20 février 1931

## Distribution
- Marcelle Chantal : Lydia Alton
- Fernand Fabre : George Sainclair
- Elmire Vautier : Eliane Belling
- Gaston Jacquet : JB. Albey
- Rachel Launay : Miss Bennett
- Helena Manson : Annette Evans
- Pierre Labry : Peters
- Raymond Leboursier : Bobby
- Pierre Piérade : Carter
- Renée Fleury :

## À propos du film
Le Réquisitoire est la version française de Manslaughter (Une belle brute) de George Abbott, film sorti aux USA en 1930.